# Leonízio Fantoni
Leonízio Fantoni, noto anche col nome italianizzato Leonisio Fantoni III e conosciuto in Brasile come Niginho (Belo Horizonte, 12 febbraio 1912 – Belo Horizonte, 5 settembre 1975), è stato un allenatore di calcio e calciatore brasiliano con passaporto italiano, di ruolo attaccante.

## Biografia
Leonízio Fantoni nasce a Belo Horizonte il 12 febbraio 1912, terzo della dinastia dei Fantoni.
La dinastia dei 3 fratelli calciatori, oltre a 1 cugino, si compone oltre a lui anche di: João, Orlando e il cugino Octavio.

## Carriera

### Giocatore

#### Club
Noto in Brasile con il nome di Niginho, iniziò e concluse la carriera nel Cruzeiro (massimo goleador di sempre con 207 gol in 272 partite).
Militò poi nel Palmeiras e nel Vasco da Gama, ed in Italia nelle file della Lazio, con cui ha giocato dal 1932 al 1935.
Nel suo palmarès 7 Campionati Mineiro (1928, 1929, 1930, 1940, 1943, 1944, 1945) ed un Campionato Paulista (1936).

#### Nazionale
Fantoni III partecipa con la Nazionale verdeoro ai Mondiali 1938, raggiungendo il terzo posto finale, ed al Campeonato Sudamericano 1937, perso nella finale giocata contro la rivale Argentina.

### Allenatore
Fantoni III, una volta lasciato il calcio giocato, intraprende la carriera di allenatore guidando a più riprese il Cruzeiro, sua ex squadra, e il Santos.

## Palmarès

### Giocatore

#### Club
- Campionato Mineiro: 7

Palestra Itália: 1928, 1929, 1930, 1940
Cruzeiro: 1943, 1944, 1945
- Campionato paulista: 1

Palestra Itália: 1936